# كاميلو سانتانا
كاميلو سانتانا (بالبرتغالية: Camilo Santana‏) هو مهندس زراعي وسياسي برازيلي، ولد في 6 مارس 1968 في كراتو في البرازيل. حزبياً، نشط في حزب العمال البرازيلي. وقد انتخب حاكم ولاية سيارا ‏.